# Gmina Piwniczna-Zdrój
Die Gmina Piwniczna-Zdrój (bis Ende 1998 Gmina Piwniczna) ist eine Stadt-und-Land-Gemeinde im Powiat Nowosądecki der Woiwodschaft Kleinpolen in Polen. Sitz ist die gleichnamige Kurstadt mit etwa 5900 Einwohnern.

## Geschichte
Von 1975 bis 1998 gehörte die Gemeinde zur Woiwodschaft Nowy Sącz. Am 30. Dezember 1994 wurde die Gmina Rytro aus der Gemeinde Piwniczna ausgegliedert.

### Gemeindepartnerschaft
- Balatongyörök, Ungarn

## Gliederung
Zur Stadt-und-Land-Gemeinde (gmina miejsko-wiejska) Piwniczna-Zdrój gehören neben der namensgebenden Stadt folgende sieben Dörfer mit einem Schulzenamt (sołectwo):
Głębokie
Kokuszka
Łomnica-Zdrój
Młodów
Wierchomla Mała
Wierchomla Wielka
Zubrzyk